# Блог-платформа
Блог-платформа (блогохостинг, блог-служба) — це сервіс, що надає користувачеві готовий до роботи блоговий рушій і дозволяє вести Блог без необхідності самостійно займатися його обслуговуванням і програмуванням. Зворотна сторона такої зручності — неможливість повноцінного налаштування Блогу, за винятком шаблонів дизайну. Крім того, контент користувача з правової точки зору знаходиться під контролем власника платформи і належить користувачу лише номінально. Як наслідок, останній обмежений у свободі самовираження, що зазвичай прямо прописано в правилах надання сервісу і часто контролюється «конфліктною командою» (англ. AT, Abuse Team) власника блог-платформи.
З 2012 року дуже популярною є тема Фотоблогів. Молоді фотографи воліють не створювати власних сайтів, а публікувати нові роботи в блозі, бо останні вважаються серйозною альтернативою ЗМІ.

## Різновиди блог-платформ
В залежності від рівня сервісу блог-платформи можна умовно розділити на три групи:
- професійні: користувачеві надається індивідуальний рушій блогу, включаючи необхідні Плагіни, налаштований відповідно запитам користувача. Доступу до коду рушія користувач, як правило, не має. Крім того, надається гостинг файлів і обмежена можливість запуску своїх скриптів (або їх підключення з готового переліку).
- напівпрофесійні: користувачеві надається можливість оренди рушія (нерідко можливий вибір одного з декількох рушіїв). Можливостей індивідуального налаштування немає. Для зберігання файлів також надається гостинг.
- масові: користувачеві надається обліковий запис і оренда ресурсів сервера. Прямого доступу до даних у користувача немає, тільки з використанням штатних засобів рушія.

Професійні і напівпрофесійні блог-платформи зазвичай платні, оскільки використовують модель надання гостингу, адаптованого для ведення блогу, плюс оренду програми та її обслуговування. Масові блог-платформи рідко бувають платними, оскільки надають не гостинг, а масовий вебсервіс. Через це в професійних блог-платформах соціальних зв'язків між користувачами менше, але вони більш таргетовані (цільові). На масових блог-платформах соціальна зв'язність виходить на перший план, підпорядковуючи професійну.

## CMS для блог-платформ
У класифікації CMS прийнято поділ за основною функцією — за типом контенту. Найчастіше зустрічаються такі типи, як портали, Блоги, інтернет-магазини, каталоги тощо. Також є універсальні системи, які завдяки модульній структурі можна налаштувати під будь-який тип контенту.
CMS поділяються на відкриті (вільні) та закриті (пропрієритарні). Перші знаходяться у вільному доступі і є безкоштовними. Пропрієтарні CMS необхідно купувати.
Серед вільних CMS існують декілька програм, які написані спеціально для створення блогів. Зазвичай їх називають рушіями для блогів. Найпопулярніший серед них — WordPress.